# La Ruinette
La Ruinette (3875 m n.p.m.) – szczyt w Alpach Pennińskich, w masywie Ruinette. Leży w południowej Szwajcarii w kantonie Valais, blisko granicy z Włochami. Jest najwyższym szczytem między Grand Combin de Grafeneire a Dent Blanche, sąsiaduje z Mont Blanc de Cheilon. Szczyt można zdobyć ze schronisk Cabane de Chanrion (2462 m) lub Cabane des Dix (2928 m). Szczyt przykrywa lodowiec Glacier de Giétroz.
Pierwszego wejścia dokonał Edward Whymper z przewodnikami Christianem Almerem i Franzem Binerem 6 lipca 1865 r.